# The Price of a Gift
The Price of a Gift è un cortometraggio muto del 1914 diretto da Warwick Buckland.

## Trama
Il marito di un'ubriacona ruba nel suo ufficio per poter nutrire il suo bambino che ha fame.

## Produzione
Il film fu prodotto dalla Hepworth.

## Distribuzione
Distribuito dalla Hepworth, il film - un cortometraggio di 343 metri - uscì nelle sale cinematografiche britanniche nel maggio 1914.
Si conoscono pochi dati del film che, prodotto dalla Hepworth, fu distrutto nel 1924 dallo stesso produttore, Cecil M. Hepworth. Fallito, in gravissime difficoltà finanziarie, il produttore pensò in questo modo di poter almeno recuperare il nitrato d'argento della pellicola.